# Territoire de Belfort

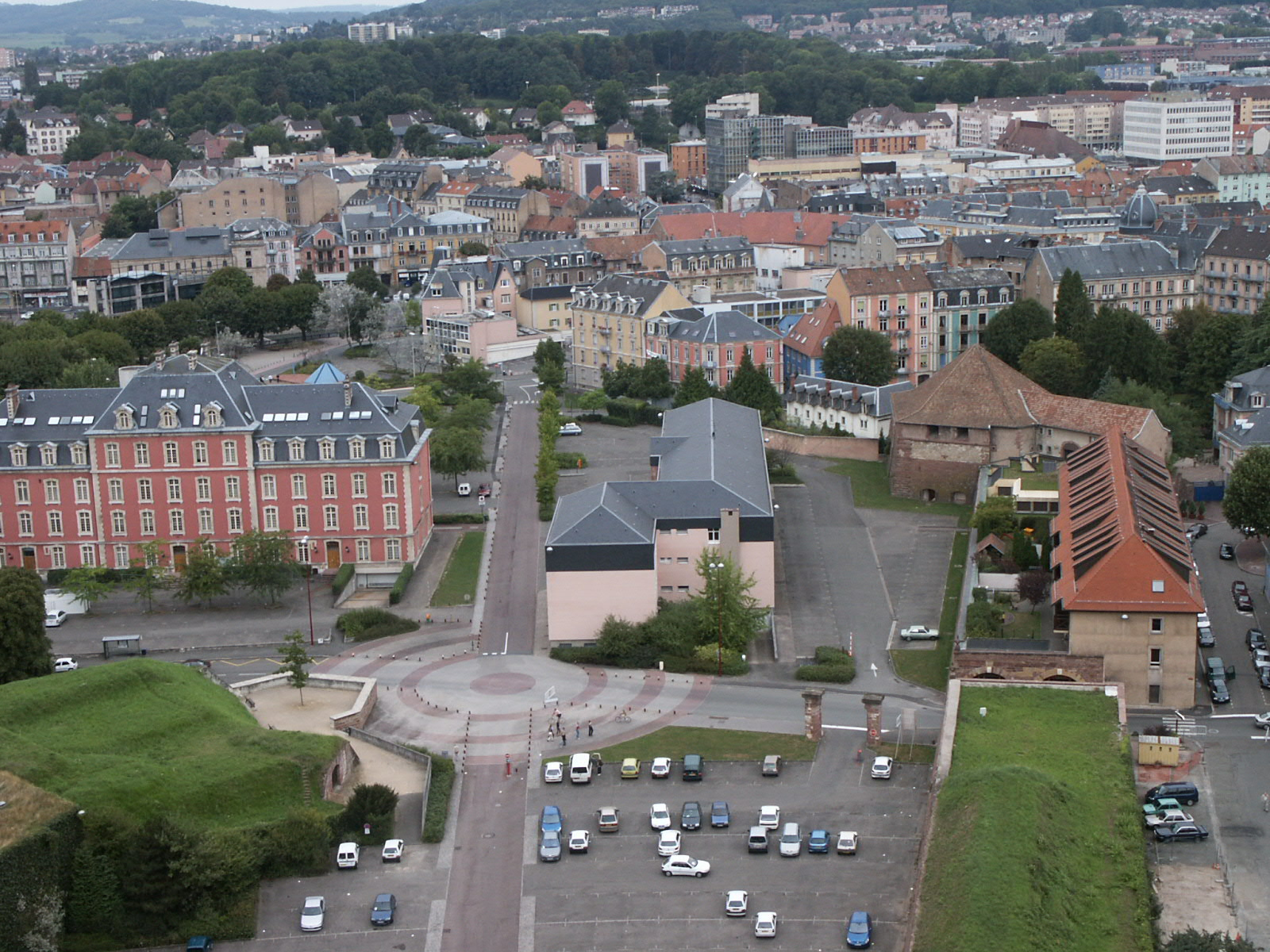
Staden Belfort

Territoire de Belfort är ett franskt departement, i regionen Bourgogne-Franche-Comté. I den tidigare regionindelningen som gällde fram till 2015 tillhörde departementet regionen Franche-Comté.  Huvudort är Belfort. 
Departementet skapades 1922 av den lilla del av Alsace som behölls av Frankrike under perioden 1871-1919, då resten av Alsace tillhörde Tyskland. Denna del av Alsace annekterades inte av Tyskland eftersom dess befolkning var franskspråkig.